# 나주 복암리 고분군
나주 복암리 고분군(羅州 伏岩里 古墳群)은 대한민국 전라남도 나주시 다시면 복암리에 있는 삼국시대 무덤들이다. 1998년 2월 20일 대한민국의 사적 제404호로 지정되었다.

## 개요
나주 복암리에 있는 삼국시대 무덤들이다. 95∼97년까지의 조사를 통해 하나의 봉분(3호무덤)을 비롯하여 32기의 다양한 무덤이 발견되었다.
무덤의 형태는 독무덤(옹관묘), 구덩식돌방무덤(수혈식석실묘), 돌덧널무덤(석관묘), 굴식돌방무덤(횡혈식석실묘), 앞트기식돌방무덤(횡구식석실묘)들로 다양하다. 출토 유물은 금동제신발, 관모, 고리자루큰칼(삼엽환두대도)를 비롯하여 여러 종류의 유물이 출토되어 죽은 사람의 신분이 최고 지배층임을 보여준다. 4세기 돌무덤에서 6세기말∼7세기초의 굴식돌방무덤까지 볼 수 있다.
(근초고왕(재위,346~375)때 마한의 일부지역을 병합하였고, 성왕(재위, 523~554)때 마한 전체를 병 합하였다.)
긴세월 동안 다양한 무덤양식을 한 봉분이 나타나는 것은 영산강유역의 토착세력인 독무덤계 사람과 백제세력인 돌방무덤계 사람이 융합하면서 봉분을 계속 확대한 결과이다. 즉 이지역에 진출한 백제세력이 토착세력인 마한세력을 지배한 결정적 자료로서 4∼7세기 집단무덤 성격과 무덤변천과정 연구에 중대한 자료를 제공해 주고 있다. 특히 돌방무덤과 독무덤은 도굴이 되지 않아 시체를 묻는 방법 및 유물연구의 기준을 제시할 수 있는 중요한 유적이다.

## 현지 안내문
고분은 삼국시대 이래, 사회적 지위나 신분이 높았던 지배층의 무덤을 말한다. 이곳에는 4기의 고분이 있다. 이 지역은 영산강의 본류를 낀 구릉지대로서 원래 3기 정도가 더 있었으나, 경지정리를 하면서 없어졌다고 한다.
3호분에서는 영산강유역에서 확인되는 옹광묘 횡혈식석실묘, 석곽옹관묘 등 7종류의 묘제는 물론 금동신발과 은제관식 큰칼 금귀고리 등 다양하면서도 최고의 권위를 상징하는 유물 790점이 출토되었다. 이와 같이 다양한 유물이 출토된 것은 도굴되지 않은 상태에서 발굴조사가 이뤄졌기 때문이다.
복암리 3호분은 옹관(토기 항아리관) 중에서 이른 시기(3세기)에 해당하는 옹관묘를 비롯하여 횡혈식석실분(굴식 돌방무덤 중에는 7세기 전반까지 내려오는 묘제가 한분구 안에서 확인되고 있어 3세기 후반에서 7세기 전반까지 400여년간 동일한 문화적 전통을 지닌 집단에 의해서 만들어진 것으로 짐작된다.
이렇게 한분구 안에서 다양한 묘제가 확인되는 복합묘제고분은 한국에서 처음 확인된 사례이다. 이를 통해서 영산강 유역에서 나타나는 다양한 다장(多葬)과 대형분구의 성토방법 과정 각 묘제간의 관계, 옹관묘와 석식분의 변천과정, 매장방법 및 부장유물, 일본과의 관계, 영산강유역 토착세력과 백제와의 관계 등 지금까지 풀리지 않은 영산강유역 고대사 연구와 규명에 결정적 자료를 제공하는 중요한 고분이다.

## 참고 자료
- 나주 복암리 고분군 - 국가유산청 국가유산포털
- 나주 복암리 3호분 소개 동영상 - 국립나주박물관